# Suchorzów
Suchorzów – wieś w Polsce położona w województwie podkarpackim, w powiecie tarnobrzeskim, w gminie Baranów Sandomierski.
| SIMC    | Nazwa   | Rodzaj    |
| ------- | ------- | --------- |
| 0787550 | Górka   | część wsi |
| 0787566 | Murawy  | część wsi |
| 0787572 | Przewóz | część wsi |
| 0787589 | Wągroda | część wsi |

W latach 1975–1998 miejscowość administracyjnie należała do województwa tarnobrzeskiego.
Miejscowa ludność wyznania katolickiego przynależy do Parafii Ścięcia św. Jana Chrzciciela w Baranowie Sandomierskim.
W 1568 roku Suchorzów kupił kasztelan śremski Rafał Leszczyński. Została ona wówczas przypisana do parafii miechocińskiej (z parafii w Chorzelowie). W 1629 roku właścicielem wsi położonej w powiecie sandomierskim województwa sandomierskiego był Rafał Leszczyński.
Przed I wojną światową we wsi zamieszkiwało skupisko Żydów. Funkcjonowała tam także karczma. Najstarsze zachowane budynki pochodzą z lat 20. XX wieku.
Na terenie miejscowości zlokalizowanych jest 9 pomników kultu religijnego.
W Suchorzowie działa jednostka Ochotniczej Straży Pożarnej, która została założona w 1890 r..
Miejscowość położona jest przy drodze głównej Tarnobrzeg-Mielec.

## Galeria

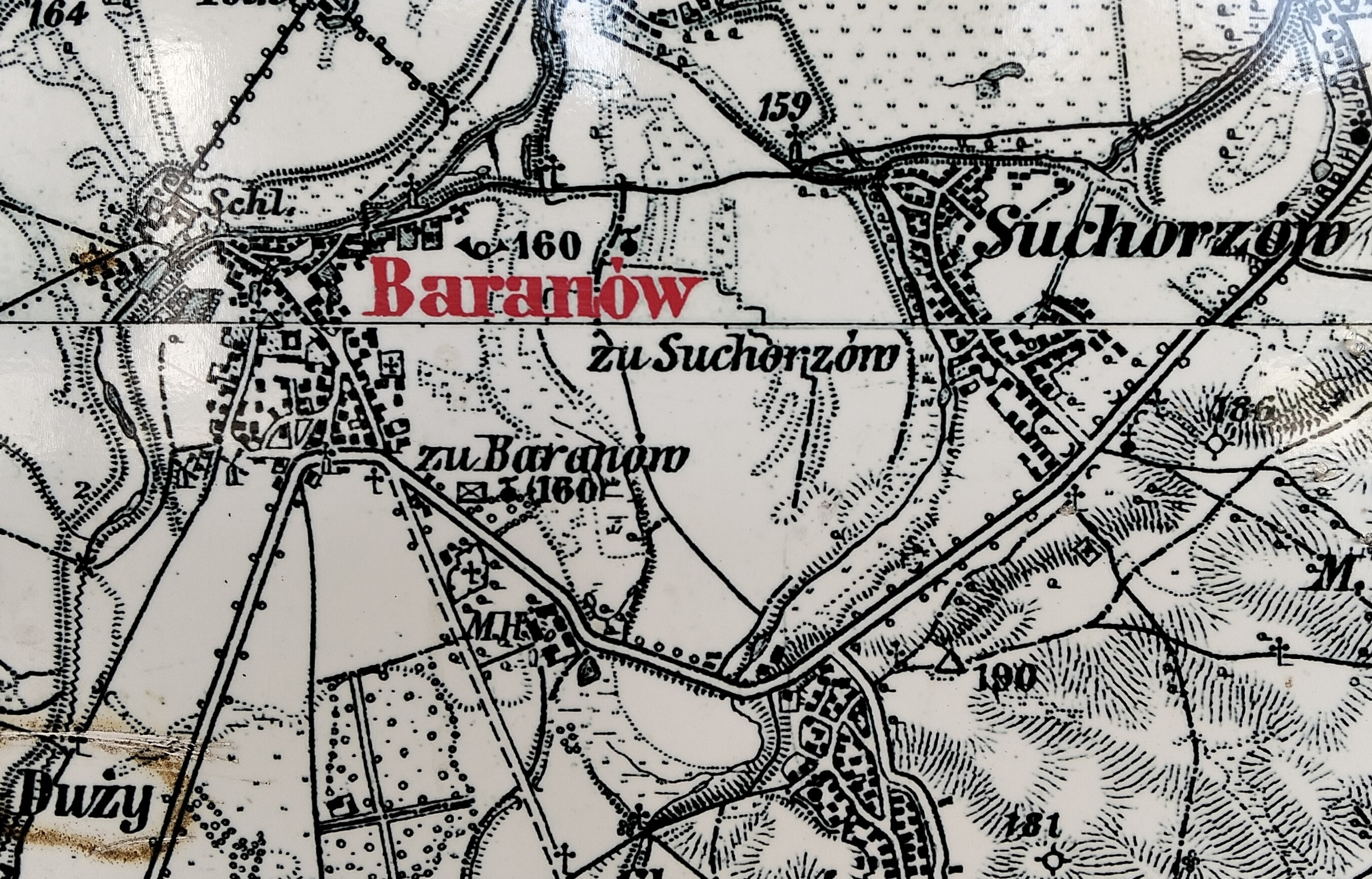
Wieś na mapie z 1915
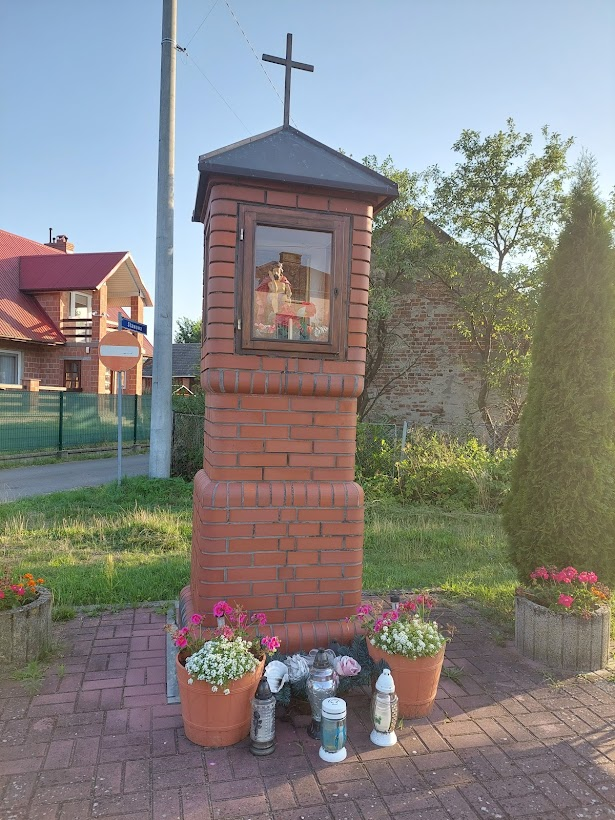
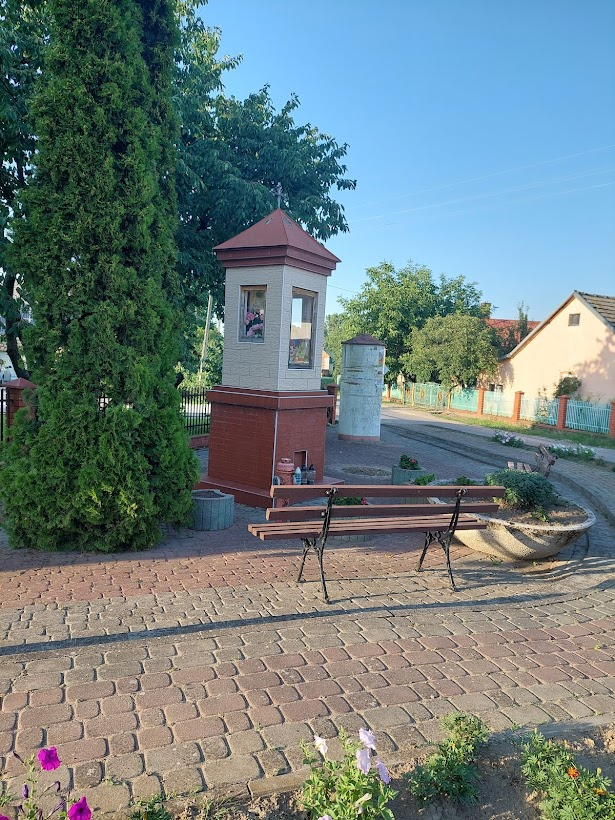